# Sumène (Dordogne)
A Sumène  folyó Franciaország területén, a Dordogne bal oldali mellékfolyója.

## Földrajzi adatok
A Francia-középhegységben ered, Cantal megyében, 1247 méterrel a tengerszint felett, és Bassignac-nál torkollik a Dordogne-ba. Hossza 47,1 km.
Mellékfolyói a Cheylat, Marilhou és a Mars.

## Megyék és városok a folyó mentén
- Cantal: Valette, Antignac, Ydes és Bassignac.